# Zusjes De Roo
De Zusjes De Roo is een voormalig Nederlandstalig zangtrio uit Emmen, dat bestond uit Anneke, Willeke en Janneke de Roo.

## Geschiedenis
Al op jonge leeftijd hielden de zusjes van zingen en traden zij geregeld met zijn drieën op. In 1970 deden zij mee aan een talentenjacht en wonnen zij de eerste prijs. Deze bestond uit het opnemen van een 45-toerenplaatje: Blauwe Korenbloemen. Het liedje is geschreven door Gert Timmerman, die zich tevens als manager inzette. Zo maakten zij jarenlang deel uit van de Gert & Hermien-show. De single behaalde in 1971 de elfde plaats in de hitparade. De follow-up Een Witte Orchidee - later in 1971 - bleef steken in de tipparade. De in het Nederlands zingende Zusjes De Roo zijn vijf jaar lang een begrip in Nederland en België geweest.
Op 15 december 2000 overleed Willeke.
Janneke de Roo had anno 2005 nog een solocarrière. Ze zong bijvoorbeeld in het koor El Shaddai uit Emmen, waar ze ook als soliste optrad.

## Discografie

### Singles
| Single met eventuele hitnotering(en) in de Nederlandse Top 40 | Datum van verschijnen | Datum van binnenkomst | Hoogste positie | Aantal weken | Opmerkingen                 |
| ------------------------------------------------------------- | --------------------- | --------------------- | --------------- | ------------ | --------------------------- |
| Blauwe korenbloemen                                           | 1971                  | 19/06/1971            | 20(1wk)         | 9wk          | nr. 20 in de Single Top 100 |